# 山形刑務所
山形刑務所（やまがたけいむしょ）は、法務省仙台矯正管区に属する刑務所。

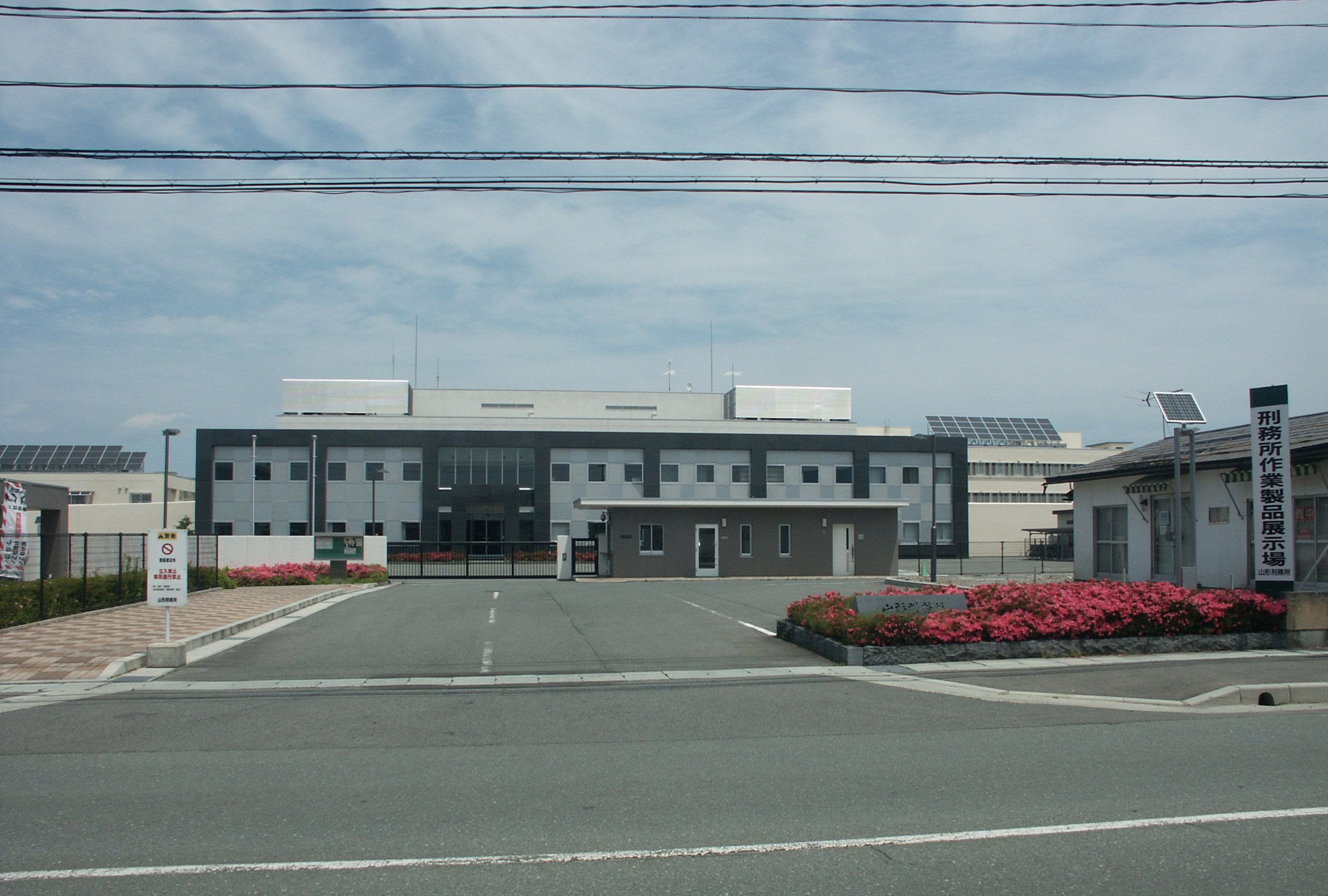
山形刑務所

下部機関として米沢拘置支所、酒田拘置支所を持つ。

## 歴史
- 1949年（昭和24年） - 岩手県の山王海ダムの建設現場に受刑者が出役[1]。
- 1950年（昭和25年） - 最上農場開設。
- 1957年（昭和32年） - 最上農場に農業訓練所（後に最上農業学園）を付設。
- 1962年（昭和37年） - 刑務所が現在の場所に新築移転[2]。

## 所在地
- 〒990-2162　山形県山形市あけぼの2-1-1
  - JR東日本 奥羽本線（通称：山形線） 山形駅から、山交バスあけぼの行き（平日のみ）に乗車で終点下車徒歩約1分。または天童方面の系統で漆山下車徒歩20分。
  - JR東日本 奥羽本線（通称：山形線） 漆山駅（同所最寄駅）から、タクシーで約5分または徒歩20分
  - JR東日本 奥羽本線（通称：山形線） 天童駅から、タクシーで約10分
  - JR東日本 仙山線 山寺駅から、タクシーで約15分

## 収容分類級
- I級
- LA級
- A級

禁固刑受刑者や26歳以上の初犯者（長期初犯者を含む）を収容する男子刑務所。

## 収容定員
- 605人

舎房棟　工場棟新築済みで増員
現在　1300名以上

## 組織
所長の下に2部1課を持つ2部制である。
- 総務部（庶務課、会計課、用度課）
- 処遇部（処遇部門、企画部門）
- 医務課

## 外観・設備
- 木工・金属・革工工場など。

## 職業訓練
職業訓練のうち、総合訓練を行う総合訓練施設（全国に8施設）の一つに指定されており、総合訓練として、電気工事科、農業園芸科、溶接科、情報処理科、数値制御機械科、自動車科の6種目を実施している。また、自庁訓練として、革工芸科、線維デザイン科、ビル設備管理科、フォークリフト運転科の4種目を実施している。職業訓練を行う施設として、山形刑務所は修了証書を授与する場合その他必要があれば出羽技能訓練所の名称を用いることができる。
1990年代頃には、交通事犯禁錮受刑者などを対象に山形刑務所最上農場で構外作業を行わせる開放的処遇も行われていたが、2000年代以降に終了している。

## 著名な受刑者
- 藤沢市女子高生殺害事件（1967年1月発生）の死刑囚 - 同事件を起こす前、岩手県内で起こした婦女暴行などの罪で当刑務所に服役していた[4]。
- ナオキ（ロックバンド「Hysteric Blue」のメンバー） - 強姦および強制わいせつの罪により懲役12年の刑で服役。
- 青森県住宅供給公社巨額横領事件の犯人。
- 岡本倶楽部元オーナー - 2020年に刑期途中で死去
- 杉本繁郎 - オウム真理教元幹部
- 池田純矢(俳優)-詐欺の罪により懲役3年の刑で服役。
- 仙台アーケード街トラック暴走事件(2005年) 犯人 - 2008年無期懲役判決確定(仙台高裁)
- 早稲田大学スーパーフリー事件の代表者-山形刑務所で　６ヶ月のプログラムを受けた。